# アレクセイ・スメルティン
アレクセイ・ゲンナジエヴィチ・スメルティン（Alexey Gennadyevich Smertin, 1975年5月1日 - ）は、ロシア・バルナウル出身の元サッカー選手。ポジションはミッドフィールダー。現在はアルタイ地方立法議会の議員をしている。

## 来歴

### クラブ
1975年、現ロシアのバルナウルで生まれた。1992年、地元のクラブのFCディナモ・バルナウルでサッカー選手としてのキャリアをスタートさせ、その後はザリヤ・レニンスククズネツキー（1994-1997）、ウララン・エリスタ（1998）などでプレーをした。
1999年にロシアの強豪FCロコモティフ・モスクワへ移籍をすると、その年のロシア年間最優秀選手に選ばれるなど活躍した。2000年、それらの活躍が認められてリーグ・アンに所属している名門FCジロンダン・ボルドーへ移籍をした。
2003年8月、345万ポンドでチェルシーFCに移籍をしたが、移籍後すぐにポーツマスFCにレンタルされた。
マンチェスター・ユナイテッドFC戦でのプレーが評価されチェルシーへ戻ったものの、フランク・ランパード、クロード・マケレレ、ジェレミ・ヌジタップ、スコット・パーカー、ティアゴ・メンデス、と言った層の厚いメンバーからレギュラーを奪うことが出来ず控えに甘んじた。
UEFAチャンピオンズリーグ 2004-05のFCポルト戦では1得点を挙げチームの勝利に貢献をした。
2005-06年シーズン、チェルシーから余剰戦力とみなされチャールトン・アスレティックへレンタルされた。チャールストンでは主にレギュラーとして出場した。2006年、FCディナモ・モスクワへ100万ポンドで移籍をし1シーズンプレーした。
2007年、フラムFCと2年半の契約。再びロンドンの地へ戻ったが、怪我に悩まされ、ダニー・マーフィーやサイモン・デイヴィスとのレギュラー争いにも敗れたことから、2008年8月30日、ロイ・ホジソン監督から解雇を言い渡され、翌日退団。そしてサッカー選手として現役生活に別れを告げた。
2010年、ロコモティフのビーチサッカーチームでプレーをした。トーナメント制の試合では優勝を成し遂げた。2010年11月12日、ロコモティフの戦略方針に関するアドバイザーに就任をした。また育成のアドバイザーも兼任している。

### 代表
ロシア代表では55試合に出場し、2002 FIFAワールドカップやUEFA EURO 2004に出場をした。2004年から2005年までロシア代表のキャプテンを務めた。後任はアンドレイ・アルシャヴィンに引き継がれた。

## 人物
兄のエフゲニー・スメルティン(1969年生)もサッカー選手であった。
2007年9月20日、バルナウル市から名誉市民の称号を贈られた。

## 代表歴

### 出場大会
- ロシア代表
  - 2002 FIFAワールドカップ

### 試合数
- 国際Aマッチ 56試合 0得点（1998年-2006年）[2]

| ロシア代表 | 国際Aマッチ | 国際Aマッチ |
| 年         | 出場        | 得点        |
| ---------- | ----------- | ----------- |
| 1998       | 2           | 0           |
| 1999       | 8           | 0           |
| 2000       | 5           | 0           |
| 2001       | 7           | 0           |
| 2002       | 8           | 0           |
| 2003       | 8           | 0           |
| 2004       | 10          | 0           |
| 2005       | 5           | 0           |
| 2006       | 3           | 0           |
| 通算       | 56          | 0           |

## タイトル

### クラブ
FCロコモティフ・モスクワ
- ロシア・カップ: 1 (2000)

FCジロンダン・ボルドー
- クープ・ドゥ・ラ・リーグ: 1 (2002)

チェルシーFC
- プレミアリーグ: 1  (2005)
- フットボールリーグカップ: 1  (2005)
- コミュニティーシールド: 1 (2005)

### 個人
- ロシア年間最優秀サッカー選手賞: 1 (1999)